# 楷清海
楷清海（1957年—），高山族人，中华人民共和国政治人物、第十一届全国人民代表大会福建地区代表。
1957年於台湾屏东出生，歸化中國籍後，加入台盟。担任福建省南平市台联理事会副会长、民盟南平市副主委。2008年起担任全国人大代表。